# Granite Bay
Granite Bay är en ort (CDP) i Placer County, i delstaten Kalifornien, USA. Enligt United States Census Bureau har orten en folkmängd på 20 402 invånare (2010) och en landarea på 55,8 km².